# Sary Taš
Sary Taš (in kirghiso Сары Таш?, Sarı Taş; lett. "pietra gialla") è un piccolo villaggio nella valle di Alaj, in Kirghizistan.

## Descrizione
Nel 2021 la popolazione raggiungeva i 2 337 abitanti. Fino al 2012 era considerato un insediamento di tipo urbano, elevato da allora al rango di villaggio. I centri abitati più vicini sono Ak-Bosogo, posto a 5 km di distanza, e Chagyr, che dista 9 km.
Sebbene l'insediamento sia minuscolo, con alcuni caffè, una stazione servizio e cinque locande, è un importante nodo stradale dal momento che si trova lungo la Strada del Pamir (M41) che raggiunge il Tagikistan superando il passo Kyzylart (a 4.280 m s.l.m.); questa strada, però, è poco percorsa in quanto proseguendo verso sud le condizioni stradali sono pessime e tra Sary Taš e Murghab sono presenti pochi servizi; in aggiunta a tutto questo occorre adempiere alle formalità burocratiche necessarie ad attraversare il confine tra i due Stati.

Il villaggio è altresì intersecato dall'autostrada A371 che porta verso la Cina via Irkeštam fino a Kashgar e dall'A372 che, diramandosi dall'M41, prosegue per la valle di Alaj fino ad arrivare a Daroot-Korgon.
Da Sary Taš è visibile il Picco Ibn Sina (Pik Lenin), una delle più alte vette del Pamir.

## Villaggi adiacenti
- Akbosaga
- Shumkar
- Chagyr